# Sinfonia n. 39 (Haydn)
La Sinfonia n. 39 in sol minore (Hob:I:39) fu composta da Franz Joseph Haydn intorno al 1768. È con ogni probabilità la prima sinfonia in modo minore del compositore austriaco, introduce il periodo stürmisch di Haydn, e con esso la stagione musicale che aprirà la strada al romanticismo.

## Organico
L'organico si compone di due oboi, un fagotto, quattro corni, timpani, clavicembalo e archi. La scelta più significativa è senza dubbio l'uso dei quattro corni, due dei quali intonati in si♭ e due in sol, il che permette al compositore di impiegare questi strumenti in ogni momento, anche modulando da minore a maggiore. Ciò influenzò i compositori contemporanei di tutto il continente, specialmente i maggiori debitori al modello della Sinfonia n. 39.

## Struttura
La sinfonia si compone di quattro movimenti:
1. Allegro assai in sol minore
2. Andante in mi♭ maggiore
3. Minuetto in sol minore e Trio in si♭ maggiore
4. Allegro molto in sol minore.

Sono soprattutto il primo e il quarto movimento, analoghi nello spirito inquieto e drammatico, a fare della sinfonia un moderno capolavoro haydniano, aderente alla sensibilità dello Sturm und Drang già diffusa nell'ambiente musicale viennese dell'epoca. I movimenti centrali possiedono invece minor spessore e aspetti stilistici più datati.
La tonalità minore assurge per la prima volta a modalità espressiva autonoma, sfruttata per creare inquietudine e drammaticità, anticipando così la musica dell'Ottocento. Domina chiaramente l'ipnotico tema principale dell'Allegro assai, esposto sottotono e intervallato da pause che ne accentuano il carattere misterioso e trepido, in una tensione che si mantiene inalterata fino al termine del primo tempo.

## Influenza
La Sinfonia n. 39 di Haydn ebbe un chiaro influsso sui compositori dell'epoca: in particolare ispirò, tempo dopo, nella stessa tonalità di sol minore, analoghi lavori come la Sinfonia op. 6 n. 6 di J. C. Bach e il capolavoro giovanile della Sinfonia n. 25 K 183 di Mozart. Entrambi replicano la scelta innovativa dei quattro corni in organico.